# Coracias abyssinicus
La ghiandaia marina abissina (Coracias abyssinicus Hermann, 1783) è un uccello della famiglia Coraciidae, ampiamente diffuso in parte dell'Africa subsahariana e in una piccola porzione della Penisola araba.

## Etimologia
Il nome scientifico della specie, abyssinicus, deriva dalla zona geografica dove è stato inizialmente scoperta nel XVIII secolo.

## Descrizione

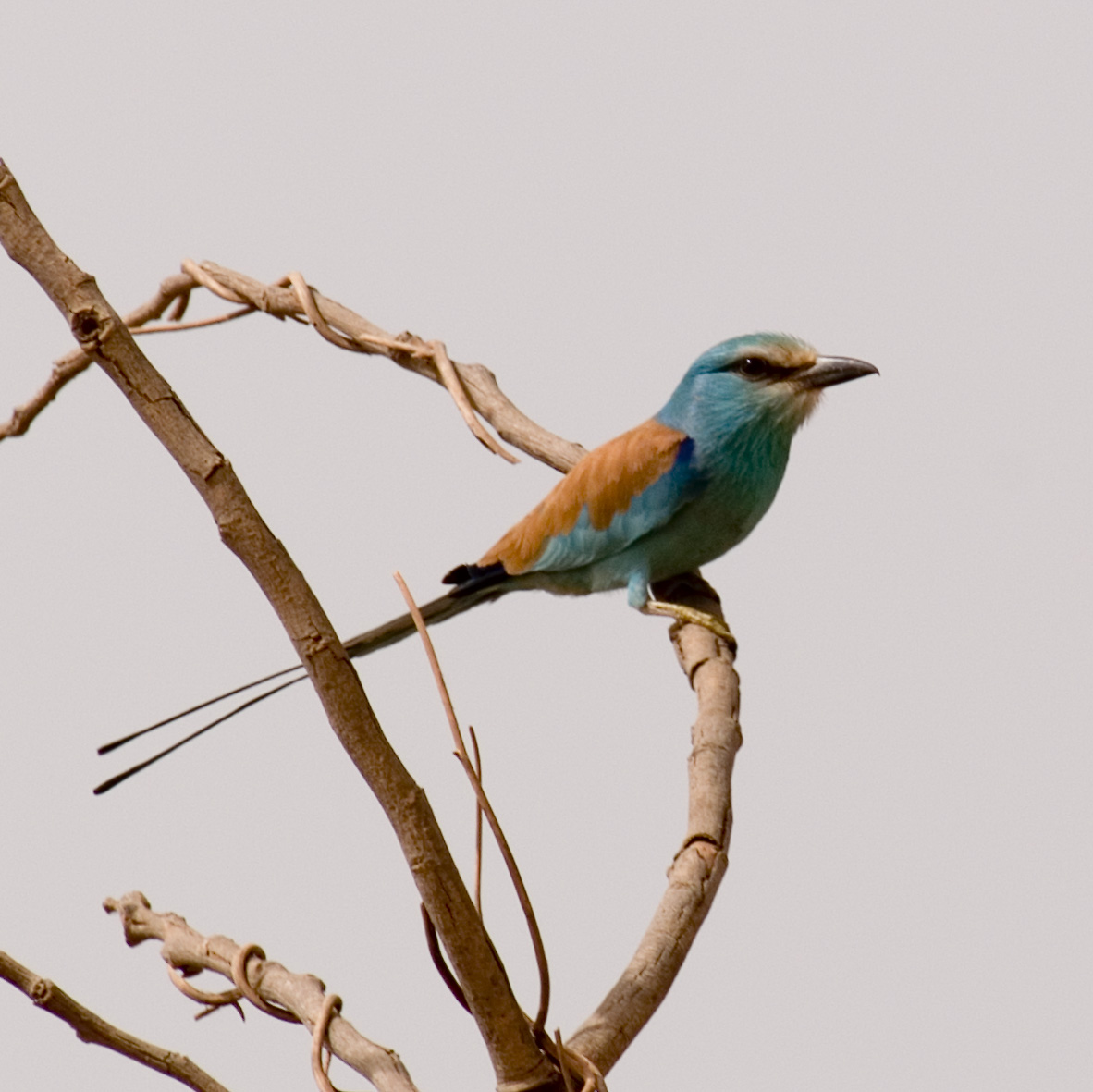
Ghiandaia marina abissina

Misura dai 28 ai 31 cm di lunghezza (42 cm includendo le due penne timoniere) per un peso di 100-140 g. Il becco è nero, come l'occhio, e sono collegati da una fascia molto scura inserita nel bianco di fronte e mento. Il piumaggio della nuca, di parte delle ali e del ventre varia dall’azzurro al blu turchese, con diverse tonalità ben visibili quando l’uccello è in volo. Il dorso e parte delle ali è marrone. Le due lunghe e appariscenti penne timoniere sono nere.

## Biologia
Gli adulti nidificanti nella parte settentrionale dell’areale (corrispondente alle zone semi-desertiche del Sahel) effettuano una breve migrazione verso sud dopo la fine della stagione delle piogge. Durante il periodo di riproduzione, che occupa i mesi da febbraio a luglio, vengono deposte da 2 a 4 uova in nidi costruiti all’interno di cavità degli alberi o dei termitai, talvolta in edifici disabitati. 
Si ciba di tutte le specie di insetti, che può catturare anche in volo, ma anche di bruchi o piccoli roditori che trova nel terreno. Molto opportunistica, spesso si osservano stormi di una ventina di individui presso i branchi di ungulati, intenti a cibarsi dei loro parassiti.
Ha un comportamento territoriale soprattutto durante il periodo riproduttivo, ma tollera molto la presenza dell’uomo, non mostrandone timore.

## Distribuzione e habitat
Uccello parzialmente migratorio all'interno del continente africano, occupa una fascia geografica più o meno corrispondente al Sahel. Nidifica in Benin, Burkina Faso, Camerun, Repubblica Centrafricana, Ciad, Repubblica Democratica del Congo, Costa d'Avorio, Eritrea, Gambia, Etiopia, Ghana, Guinea, Guinea-Bissau, Kenya, Liberia, Mali, Mauritania, Niger, Nigeria, Arabia Saudita, Senegal, Sierra Leone, Somalia, Sudan, Sudan del Sud, Togo, Uganda, Yemen; in maniera occasionale, si segnalano osservazioni in Egitto, Libia, Marocco e alle Canarie. Il suo areale primario è stimato in 704.000 km².
L’habitat preferito è costituito da savane, pascoli, coltivazioni cerealicole, ma non disprezza gli ambienti più antropizzati.

## Tassonomia
Specie spesso considerata molto affine a Coracias caudatus e Coracias garrulus, può essere ritenuta invece strettamente legata a Coracias spatulatus. Gli individui residenti nella Penisola araba, in passato considerati la sottospecie arabicus, non presentano sufficienti caratteri di differenziazione geografica tali da giustificarne l’evidenza.

## Conservazione
Con un areale molto vasto e una popolazione che, pur non essendoci stime precise, si ritiene sia in incremento (specie opportunista che trae giovamento dalla progressiva antropizzazione con l’aumento delle superfici coltivate), non è classificata tra le specie in pericolo nella Lista rossa IUCN.